# Ministeri de Salut de Grècia

Logo del Ministeri de Salut de Grècia

El Ministeri de Salut (en grec: Υπουργείο Υγείας), conegut també com el Ministeri de Sanitat i Solidaritat Social (en grec: Υπουργείο Υγείας και Κοινωνικής Αλληλεγγύης) és un departament governamental de Grècia. El titular del ministeri és Adonis Georgiadis des del 25 de juny de 2013, del partit Nova Democràcia.

## Ministres de Salut, Benestar i Seguretat Social (1984-2004)
| Nom                 | Entrada             | Sortida             | Partit                           | Notes |
| ------------------- | ------------------- | ------------------- | -------------------------------- | ----- |
| Georgios Gennimatàs | 17 de gener de 1984 | 5 de febrer de 1987 | Moviment Socialista Panhel·lènic |       |
| Alekos Papadópulos  | 13 d'abril de 2000  | 10 de març de 2004  | Moviment Socialista Panhel·lènic |       |

## Ministres de Sanitat i Solidaritat Social (2004-2012)
| Nom                       | Entrada               | Sortida               | Partit                           | Notes |
| ------------------------- | --------------------- | --------------------- | -------------------------------- | ----- |
| Nikitas Kaklamanis        | 10 de març de 2004    | 15 de febrer de 2006  | Nova Democràcia                  |       |
| Dimitris Avramópulos      | 15 de febrer de 2006  | 7 d'octubre de 2009   | Nova Democràcia                  |       |
| Mariliza Xenogiannakopulu | 7 d'octubre de 2009   | 7 de setembre de 2010 | Moviment Socialista Panhel·lènic |       |
| Andreas Loverdos          | 7 de setembre de 2010 | 17 de maig de 2012    | Moviment Socialista Panhel·lènic |       |
| Khristos Kittas           | 17 de maig de 2012    | 21 de juny de 2012    | Independent                      |       |

## Ministres de Sanitat (des de 2012)
| Nom                 | Entrada            | Sortida            | Partit          | Notes |
| ------------------- | ------------------ | ------------------ | --------------- | ----- |
| Andreas Likurendzos | 21 de juny de 2012 | 25 de juny de 2013 | Nova Democràcia |       |
| Adonis Georgiadis   | 25 de juny de 2013 | Titular            | Nova Democràcia |       |